# Брецкяй
Брецкяй (Breckiai) — хутір у Литві, Расейняйський район, Паґоюкайське староство, знаходиться за 4 км від села Зайґінюс. Станом на 2011 рік на хуторі проживало 14 людей.

## Принагідно
- мапа із зазначенням місцерозташування

| Литва | Це незавершена стаття з географії Литви. Ви можете допомогти проєкту, виправивши або дописавши її. |